# Agrotis epicremma
Agrotis epicremma là một loài bướm đêm trong họ Noctuidae.